# Batu Sanggan
Batu Sanggan is een bestuurslaag in het regentschap Kampar van de provincie Riau, Indonesië. Batu Sanggan telt 386 inwoners (volkstelling 2010).